# La Grande Jeanne
La Grande Jeanne est un site d'escalade français du Semnoz sur la commune d'Annecy, en Haute-Savoie.

## Description
| Accès routier depuis Annecy | Prendre la direction d'Albertville puis du Semnoz. Se garer au “parc public de la Grande Jeanne”                                                                               |
| Approche                    | Depuis le parking, longer le parc et gagner le haut des falaises sur la lieu-dit "le Pas de l'Echelle" où des échelles en fer permettent de descendre côté gauche de la paroi. |
| Orientation                 | Nord-Ouest (dangereux en cas de pluie) |